# وزارة الأمن القومي (ترينداد وتوباغو)
وزارة الأمن القومي (بالإنجليزية: Ministry of National Security)‏، هي وزارة بحكومة ترينداد وتوباغو مسؤولة عن الشؤون الداخلية والأمنية في البلاد.

## التأسيس والمهام
تم إعادة تنظيم إختصاصات الوزارة بعد الانتخابات العامة عام 1961 لتشمل:
- الحفاظ على القانون والنظام وإدارة قوة الشرطة (الآن دائرة الشرطة)
- إدارة خدمات المراقبة والسجون.
- إدارة خدمات الهجرة.
- إدارة حركة الكاديت.
- إصدار رخص الزواج وتصاريح الارسالية.
- تقديم النصح للحاكم العام بشأن ممارسة الرحمة.

لم تعد الوزارة مسؤولة عن:
- دائرة الخدمات الاجتماعية (المساعدة العامة، الشيخوخة، الإدارة التعاونية وتنمية المجتمع)
- خدمات إدارة المنطقة.
- إدارة فيلق حركة كاديت.
- المطبعة الحكومية

في عام 1970 تمت إزالة إدارة المراقبة من وزارة الداخلية وأعيدت تسمية الوزارة بـ «وزارة الأمن القومي» بعد أن كانت تسمى «وزارة الداخلية»، وتضمنت وزارة الأمن القومي الأقسام الحالية.

## الرئيس الحالي
النائب فيتزجيرالد هيندز
فيتزجيرالد إثيلبرت هيندز عضو البرلمان عين وزيرا للأمن الوطني في 19 أبريل 2021.
يتمتع هيندز بخبرة سابقة في مجال الأمن القومي، حيث شغل منصب وزير الدولة في وزارة الأمن القومي من يونيو 2004 إلى نوفمبر 2007. وقد قدم مساهمات كبيرة في سن التشريعات المتعلقة بإقامة العدل في ترينيداد وتوباغو بما في ذلك مشروع قانون الاختطاف، ومشروع قانون الأسلحة النارية، ومشروع قانون خدمة الشرطة، ومشروع قانون هيئة شكاوى الشرطة، ومشروع قانون تعديل الأدلة.
هيندز هو عضو سابق في دائرة شرطة ترينيداد وتوباغو، وقد تم تجنيده في عام 1976. وفي عام 1979، تم تعيينه مدربًا للتدريب، حيث يقوم بتعليم المجندين في التدريبات؛ فن الأسلحة. والفنون القتالية.
قبل تعيينه في حكومة ترينيداد وتوباغو، عمل كمحامٍ ممارس لأكثر من عشرين (20) عامًا. تخرج من كلية كوين ماري وويستفيلد بجامعة لندن حيث حصل على درجة البكالوريوس في الحقوق عام 1988. وفي عام 1992، حصل على درجة الماجستير في القانون، تخصص في الحكومة والقانون الدستوري، وحصل على شهادة التعليم القانوني. (LEC) من كلية الحقوق هيو وودنج في عام 1995.

## الهيكل التنظيمي
- الإدارة العامة (GA).
- شعبة الهجرة.
- مكتب التأهب للكوارث وإدارتها (ODPM)
- قوة كاديت ترينداد وتوباغو (TTCF)
- قوة دفاع ترينداد وتوباغو (TTDF)
- خدمة الإطفاء بترينداد وتوباغو (TTFS)
- مركز علوم الطب الشرعي بترينداد وتوباغو (TTFSC)
- خدمة شرطة ترينداد وتوباغو (TTPS)
- مصلحة السجون بترينداد وتوباغو (TTPRS)

## الوزراء[2]
| الوزير                              | فترة المنصب               | رئيس الوزراء                   |
| ----------------------------------- | ------------------------- | ------------------------------ |
| باتريك فينسينت تشارلز جوزيف سولومون | 1962 - نوفمبر 1964        | إريك ويليامز                   |
| جيرالد مونتانو                      | نوفمبر 1964 - يوليو 1970  | إريك ويليامز                   |
| إريك ويليامز                        | يوليو 1970- يونيو 1971    | نفسه                           |
| جورج تشامبرز                        | يوليو 1970- يونيو 1971    | إريك ويليامز                   |
| باسل بيت                            | يونيو 1971 - يناير 1972   | إريك ويليامز                   |
| أوفراند بادمور                      | يناير 1972- مايو 1975     | إريك ويليامز                   |
| فيكتور كامبل                        | سبتمبر 1975 - سبتمبر 1976 | إريك ويليامز                   |
| جون دونالدسون                       | سبتمبر 1976 - مايو 1985   | إريك ويليامز جورج تشامبرز      |
| هربرت أتويل                         | مارس 1986 - مارس 1989     | جورج تشامبرز أ. ن. ر. روبنسون  |
| سلوين ريتشاردسون                    | مارس 1989 - يناير 1991    | أ.ن.ر روبنسون                  |
| جوزيف توني                          | يناير 1991 - ديسمبر 1992  | أ. ن. ر. روبنسون باتريك مانينج |
| راسل هوجينز                         | يناير 1992 - مايو 1995    | باتريك مانينج                  |
| جون اكشتاين                         | مايو 1995 - ديسمبر 1995   | باتريك مانينج                  |
| العميد (متقاعد) جوزيف ثيودور        | ديسمبر 1995 - ديسنبر 2000 | باساديو بانداي                 |
| باسديو بانداي                       | ديسمبر 2000 - يناير 2002  | باتريك مانينج                  |
| هوارد تشين لي                       | يناير 2002 - نوفمبر 2003  | باتريك مانينج                  |
| مارتن جوزيف                         | نوفمبر 2003 - مايو 2010   | باتريك مانينج                  |
| العميد (متقاعد) جون ساندي           | مايو 2010 - يونيو 2012    | كاملا بيرساد-بيسيسار           |
| جاك وارنر                           | يونيو 2012 - أبريل 2013   | كاملا بيرساد-بيسيسار           |
| ايمانويل جورج                       | أبريل 2013- سبتمبر 2013   | كاملا بيرساد-بيسيسار           |
| جاري جريفيث                         | سبتمبر 2013 - فبراير 2015 | كاملا بيرساد-بيسيسار           |
| العميد (متقاعد) كارل ألفونسو        | فبراير 2015 - سبتمبر 2015 | كاملا بيرساد-بيسيسار           |
| اللواء (متقاعد) إدموند ديلون        | سبتمبر 2015 - أغسطس 2018  | كيث رولي                       |
| ستيوارت ر                           | أغسطس 2018 - أبريل 2021   | كيث رولي                       |
| الأونورابل فيتزجيرالد إثيلبرت هيندز | 19 أبريل 2021             | كيث رولي                       |